# Sezione di Archivio di Stato di Orvieto
La Sezione di Archivio di Stato di Orvieto è l'ufficio periferico del Ministero dei beni e delle attività culturali e del turismo che, a norma di legge, conserva la documentazione storica prodotta dagli uffici periferici dello Stato operanti a Orvieto e per deposito volontario, custodia temporanea, donazione o acquisto ogni altro archivio o raccolta documentaria di importanza storica. È una sezione dell'Archivio di Stato di Terni e ha sede nel Palazzo Faina.

## Storia
Istituita con d.m. 19 febbraio 1951 come Sottosezione alle dipendenze dell'Archivio di Stato di Perugia, in applicazione della legge 22 dicembre 1939, n. 2006, a seguito del d.p.r. 30 settembre 1963, n. 1409, divenne Sezione dell'Archivio di Stato di Terni il 1º maggio 1965. La prima sede, inaugurata nel 1958, era in un'ala del palazzo del Capitano del popolo, da cui si dovette trasferire negli anni Settanta del XX secolo, a causa di problemi di stabilità dell'edificio. Seguirono una decina di anni in cui la Sezione occupò sedi provvisorie e poco funzionali, finché nel 1985 il Comune di Orvieto, grazie anche alla disponibilità della Fondazione per il Museo Claudio Faina, le destinò il palazzetto Faina, affacciato sul Duomo, appositamente restaurato.

## Patrimonio
Il materiale documentario conservato nella Sezione di Archivio di Stato di Orvieto è di grande pregio. Il nucleo più rilevante è costituito dall’archivio storico comunale di Orvieto, non solo per la sua antichità - la pergamena più antica risale al 1088 - ma soprattutto per la completezza e continuità di molte delle serie documentarie che lo compongono.
Altro fondo importante è l’Archivio notarile mandamentale di Orvieto, che copre un arco cronologico di sette secoli, dal 1296 al 1892. Tra i fondi statali, l’archivio del Tribunale è, per consistenza, uno dei principali. Merita di essere segnalato, inoltre, l’archivio del Regio ispettorato onorario ai monumenti e scavi di Orvieto perché costituisce un’importante testimonianza dell’attività svolta da questo ufficio per la conservazione dei monumenti.
Notevole fonte di studio è costituita dai Libri parrocchiali, confluiti nell’archivio comunale a seguito del decreto del 31 ottobre 1860 di Gioacchino Napoleone Pepoli, Regio Commissario generale straordinario per le provincie dell'Umbria, che dispose la requisizione di questa documentazione, conservata nelle parrocchie, per istituire lo stato civile; essi costituiscono una “rarità”, comune ai municipi dell’Umbria postunitaria, che non ha riscontro in altre realtà italiane.
Rappresentano una parte rilevante del patrimonio archivistico della Sezione gli archivi del musicista Luigi Mancinelli (1848-1921), dell’architetto e archeologo Adolfo Cozza, dello studioso Pericle Perali; dello storico e archivista Luigi Fumi (1849-1934), del politico e ministro Filippo Antonio Gualterio (1819-1874), del giornalista sportivo, scrittore e poeta Gaio Fratini (1921-1999), di Corrado Paloni, capo d’opera della Fabbrica del duomo di Orvieto, mosaicista e pittore. Si segnala, infine, il fondo dell’Accademia femminile nazionale di educazione fisica di Orvieto, donato da Elisa Lombardi che ne fu direttrice dal 1937 al 1943.